# Hot Bot
Hot Bot è un film del 2016 diretto da Michael Polish.

## Trama
Due giovani adolescenti, Leonard e Limus, scoprono un giorno l'esistenza di una donna automa super sexy: Bardoot. Purtroppo questa appartiene al senatore che la rivuole indietro.